# Syncosmetus
Syncosmetus is een geslacht van kevers in de familie houtzwamkevers (Ciidae).

## Soorten
- S. japonicus Sharp, 1891
- S. reticulatus Miyatake, 1985